# Campeonato de la WAFF de fútbol playa
El Campeonato de la WAFF de Fútbol Playa es una competición internacional de fútbol playa de las naciones de Asia occidental y es organizada por la Federación de fútbol del Oeste de Asia. Se celebró por primera vez en 2013, en Qeshm, Irán. Su segunda edición fue disputada en 2022 en Jizán, Arabia Saudita.

## Palmarés
| Año  | Sede  | Campeón                | Final Resultado     | Subcampeón | Tercer lugar | Resultado | Cuarto lugar |
| ---- | ----- | ---------------------- | ------------------- | ---------- | ------------ | --------- | ------------ |
| 2013 | Qeshm | Irán                   | 3:3 pro. (1:0 pen.) | Omán       | Palestina    | 4:3       | Baréin       |
| 2022 | Jizán | Emiratos Árabes Unidos | 3:2                 | Omán       | Baréin       | 5:2       | Palestina    |

## Títulos por país
En cursiva, se indica el torneo en que el equipo fue local.
| País                   | Campeón  | Subcampeón     | Tercer lugar | Cuarto lugar |
| ---------------------- | -------- | -------------- | ------------ | ------------ |
| Irán                   | 1 (2013) | 0              | 0            | 0            |
| Emiratos Árabes Unidos | 1 (2022) | 0              | 0            | 0            |
| Omán                   | 0        | 2 (2013, 2022) | 0            | 0            |
| Palestina              | 0        | 0              | 1 (2013)     | 1 (2022)     |
| Baréin                 | 0        | 0              | 1 (2022)     | 1 (2013)     |